# تیزمرغ الیکایی‌نما
تیزمرغ الیکایی‌نما (نام علمی: Phleocryptes melanops)، گونه‌ای از پرندگان در زیرخانواده Furnariinae از خانواده تنورمرغان (Furnariidae) است که در آرژانتین، بولیوی، برزیل، شیلی، پاراگوئه، پرو و اروگوئه یافت می‌شود.